# XOR-обмен
XOR-обмен (англ. Xor swap algorithm) — алгоритм, в котором используется побитовая операция XOR (исключающее «или») для обмена значениями между переменными, которые содержат данные одного типа, без использования дополнительной (временной) переменной. Решение задачи обеспечивается за счёт свойства самообратимости XOR:
A XOR A = 0 для всех A.
Алгоритм в псевдокоде:
```
X
 
:=
 
X
 
XOR
 
Y

Y
 
:=
 
Y
 
XOR
 
X

X
 
:=
 
X
 
XOR
 
Y

```

Это обычно соответствует трём инструкциям в машинном коде, например, в коде ассемблера IBM System/370:
```
XOR R1, R2
XOR R2, R1
XOR R1, R2
```

где R1 и R2 — регистры и операция XOR сохраняет результат в первом аргументе.
Алгоритм особенно часто применяется в практике программирования на ассемблере благодаря его эффективности: прочие алгоритмы обмена требуют либо использования промежуточного регистра (дополнительного ресурса хранения), либо (для числовых типов) дополнительных арифметических операций (использования излишних вычислительных ресурсов), что особенно важно при программировании микроконтроллеров и подобных простых устройств, в которых стоят жёсткие требования к расходу памяти и тактов процессора. Некоторые оптимизирующие компиляторы могут генерировать код, использующий этот алгоритм.
Тем не менее, на современных центральных процессорах общего назначения XOR-техника может оказаться медленнее, чем использование временной переменной для обмена в связи c распараллеливанием выполнения команд: в XOR-технике операнды всех команд зависят от результатов предыдущих команд, поэтому они должны быть выполнены в строго последовательном порядке. Зачастую детали используемого алгоритма скрываются внутри макроса или инлайн-функции, и в зависимости от особенностей платформы выполнения выбирается тот или иной алгоритм обмена.
При реализации такого алгоритма обмена существует ряд ошибок-ловушек, в частности, если функция обмена принимает указатели или ссылки и вызвана с одинаковыми аргументами, то произойдёт не обмен, а обнуление данных.
Ряд процессоров реализуют XOR-обмен на аппаратном уровне, первой эффективной реализацией считается машина Datacraft (1970 год), обеспечивавшая обмен любых регистров за один такт. PDP-6 имела такую возможность ещё в 1964; её инструкция EXCH могла обменивать содержимое любого регистра с содержимым любого участка памяти или другого регистра. Процессоры x86 также имеют инструкцию XCHG.

## Доказательство
Битовая операция XOR над последовательностью бит {\displaystyle A,B,C} длинной {\displaystyle N} обладает следующими свойствами (для обозначения XOR используется {\displaystyle \oplus }):
- L1. Коммутативность: {\displaystyle A\oplus B=B\oplus A}.
- L2. Ассоциативность: {\displaystyle (A\oplus B)\oplus C=A\oplus (B\oplus C)}.
- L3. Нейтральный элемент: если {\displaystyle 0} – это битовая последовательность длинной {\displaystyle N}, состоящая из нулей, то {\displaystyle A\oplus 0=A} для любого {\displaystyle A}.
- L4. Самообратимость: для любого {\displaystyle A}, {\displaystyle A\oplus A=0}.

Предположим, имеется два независимых регистра R1 и R2 , с начальными значениями {\displaystyle A} и {\displaystyle B} соответственно, тогда пошаговое исполнение алгоритма будет следующим:
| Шаг | Операция           | Регистр R1 | Регистр R2                                                                                            | Преобразование |
| --- | ------------------ | --- | --- | -------------- |
| 0   | Начальные значения | {\displaystyle A} | {\displaystyle B}                                                                                     | —              |
| 1   | R1 := R1 XOR R2    | {\displaystyle A\oplus B} | {\displaystyle B}                                                                                     | —              |
| 2   | R2 := R1 XOR R2    | {\displaystyle A\oplus B} | {\displaystyle (A\oplus B)\oplus B=A\oplus (B\oplus B)} {\displaystyle =A\oplus 0} {\displaystyle =A} | L2 L4 L3       |
| 3   | R1 := R1 XOR R2    | {\displaystyle (A\oplus B)\oplus A=(B\oplus A)\oplus A} {\displaystyle =B\oplus (A\oplus A)} {\displaystyle =B\oplus 0} {\displaystyle =B} | {\displaystyle \ A}                                                                                   | L1 L2 L4 L3    |